# Kunio Busujima
Kunio Busujima (jap. 毒島 邦雄; * 1. April 1925; † Oktober 2016) war ein japanischer Unternehmer.

## Leben
Busujima gründete das japanische Pachinko-Unternehmen Sankyō. Nach Angaben des US-amerikanischen Forbes Magazine war Busujima einer der reichsten Japaner und in The World’s Billionaires gelistet. Busujima war verheiratet und hatte vier Kinder.